# Evgeny Drattsev
Evgeny Yuryevich Drattsev (em russo:  Евгений Юрьевич Дратцев; Iaroslavl, 24 de janeiro de 1983) é um maratonista aquática russo.

## Carreira

### Rio 2016
Drattsev competiu nos 10 km masculino nos Jogos Olímpicos de Verão de 2016 ficando na décima primeira colocação.